# Richelle Mead
Richelle Mead (12 novembre 1976) è una scrittrice statunitense.
In Italia è conosciuta per la serie L'accademia dei Vampiri.

## Biografia
Richelle Mead è nata in Michigan e vive a Kirkland, nei pressi di Seattle, con il marito e i due figli. Nel corso della sua vita ha conseguito tre diplomi: una laurea di studi generali ottenuta presso l'Università del Michigan, un Master di Religione Comparata conseguita alla Western Michigan University e un Master di Insegnamento ottenuto all'Università di Washington. La sua laurea in insegnamento le ha permesso di insegnare studi sociali e inglese a Seattle. 

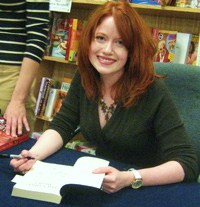
Richelle Mead

Ciononostante, ha continuato a scrivere nel tempo libero, completando così il suo primo romanzo, Succubus Blues. Visto il successo ottenuto con questo romanzo, Richelle Mead ha lasciato l'insegnamento per dedicarsi a tempo pieno alla scrittura.

## Opere
Serie Georgina Kincaid
- Succubus Blues, 2007.
- Succubus on Top, 2007.
- Succubus Dreams, 2008.
- Succubus Heat, 2009.
- Succubus Shadows, 2010.
- Succubus Revealed, 2011.

Serie Dark Swan
- Storm Born, 2008.
- Thorn Queen, 2009.
- Iron Crowned, 2011.
- Shadow Heir, 2011.

Age of X Series
- Gameboard of the Gods, 2013.
- The Immortal Crown, 2014.
- The Eye of Andromeda, in uscita.

The Vampire Academy
- The Vampire Academy
- The Vampire Academy- Morsi di Ghiaccio
- The Vampire Academy- Il bacio dell’ombra
- The Vampire Academy- Promessa di Sangue
- The Vampire Academy- Anime Legate
- The Vampire Academy- L’ultimo Sacrificio

Altri
- Doctor Who: Something Borrowed, 2013.